# Éric Beynon
Éric Beynon est né à Genève en 1935.
Il suit des études d'art à l'École des beaux-arts et des arts décoratifs dans cette ville avant d'être invité en Allemagne, à l'académie des beaux-arts de Karlsruhe pour suivre des cours d'Erich Heckel (Brücke) et ensuite à la Folkwangschule à Essen.
Après un court séjour dans sa ville d'origine aux Nations unies comme graphiste il gagne Paris où il s'installe et restera environ 40 ans.
Dès son arrivée à Paris il expose avec les principaux artistes du moment dans les galeries Drouain, Fachetti et Stadler et obtient le prix Lissone en Italie (2e prix, 1er prix Georges Matthieu).
Construit des Assemblages de grande taille qui seront exposées rapidement à la Galerie Stadler et a la Galerie Bertha Schäfer New York ainsi qu'à la grande exposition du Maminy sur l'assemblage, ainsi qu'à Dallas et San Francisco.
Pierre Restany le convainc d'exposer de nouvelles œuvres proches du nouveau réalisme et rencontre Spoerri et Tinguely, ainsi que Niki de Saint Phalle dont il organise avec Rauschenberg et Jasper Johns l'aspect technique de sa première exposition à la Galerie J. Il expose brièvement dans cette galerie.
Contacté par Gérard Talabot, participe à l'exposition des Mythologies quotidiennes au Musée national d'art moderne de Paris où il expose des toiles photographiques peintes et ensuite des œuvres imprimées de grand format sur toiles vinyliques dont certains tirées en 50 exemplaires se sont dispersées par la suite sur le marche européen et dans certaines collections, la trace s'étant perdu depuis cette date, sauf une brève apparition en Italie.
À partir de 1972, des photomontages destinés à servir d'armature à un retour a la peinture. Ceux-ci sont utilises jusqu'à aujourd'hui pour une peinture qui se veut un retour aux genres historiques. Au cours des années 1970, après diverses activités pour le décor de théâtre (Médée, Xenakis, Lavelli, Rafaelli, Roland Petit, Casino de Paris, etc.) et l'architecture, il recommence à exposer dans les cadres du Génie de la Bastille et dans les salons.
Il travaille à Tanlay et Paris.
Depuis 2003, il vit et travaille en Suisse dans le canton de Vaud.